# Somogyapáti
Somogyapáti is een plaats (község) en gemeente in het Hongaarse comitaat Baranya. Somogyapáti telt 567 inwoners (2001).